# Armeniens præsident
Republikken Armeniens præsident (armensk: Հայաստանի Հանրապետության նախագահ) er Armeniens statsoverhoved. Præsidenten garanterer Armeniens uafhængighed, territorielle integritet og sikkerhed. Armenien er et parlamentarisk demokrati, hvor præsidenten hovedsagelig varetager en række formelle og ceremonielle funktioner, mens Armeniens premierminister er regeringsleder. Præsidenten vælges for en 7-årig periode af et flertal i parlamentet, Armeniens Folkeforsamling.
Embedet blev oprettet ved Armeniens uafhængighed fra Sovjetunionen i 1991. Armeniens nuværende præsident er Vahagn Khachaturyan.

## Armeniens præsidenter
Liste over Armeniens præsidenter siden uafhængigheden i 1991:
- 1991–1998: Levon Ter-Petrosyan
- 1998–2008: Robert Kocharyan
- 2008–2018: Serzh Sargsyan
- 2018–2022: Armen Sarkissian
  - 2022–2022: Alen Simonyan (fungerende)
- siden 2022: Vahagn Khachaturyan